# Rescate financiero
En economía, un rescate financiero es el acto de prestar o dar capital financiero a una entidad (empresa, país o individuo) que se encuentra en peligro de bancarrota, para salvarlo de la quiebra, insolvencia, la liquidación o la ruina, o para permitir que una entidad quiebre sin producir contagio financiero. Las palabras utilizadas en el habla anglosajona son rescue (término de uso formal) o bailout (término coloquial peyorativo).
El rescate puede ser hecho con fines de lucro, por ejemplo cuando un inversor resucita una compañía de futuro incierto mediante la compra de sus acciones a precios de ganga. También puede hacerse por interés social, como por ejemplo si un filántropo rico reflota una empresa de comida rápida no rentable en un país con problemas en la distribución de alimentos. También puede ser motivado por la necesidad de evitar un rescate mayor: por ejemplo, si el gobierno considera el transporte como esencial para la fluidez económica del estado, entonces protege las empresas de transporte (líneas aéreas, empresas petroleras, etc) mediante subsidios y préstamos a bajo interés. 

## Patrones comunes
De los numerosos rescates ocurridos a lo largo del siglo XX han surgido ciertos principios o lecciones:
- Los bancos centrales cargan préstamos para ayudar al sistema, proporcionando liquidez, cuando los bancos no pueden o no quieren dar préstamos a las empresas o individuos. La concesión de préstamos contra la falta de liquidez (pero no de insolvencia) se remonta al menos a 1873 (Lombard Street, por Walter Bagehot).
- El rescate permite a las instituciones insolventes (es decir, las que no tienen fondos suficientes para pagar sus obligaciones a corto plazo o las que tienen más deudas que activos) fallen de una forma ordenada, aunque no siempre es así, sobre todo si el país va a la quiebra.
- Permite entender la verdadera situación económica de las principales instituciones financieras a través de auditorías u otros medios.[5]
- Los bancos que se consideran lo suficientemente saludables para sobrevivir (o demasiado importantes para que no lo hagan) necesitan recapitalización, lo que implica que el gobierno provea fondos al banco a cambio de acciones preferentes.[6]
- Si se requiere tomar el control por parte de una institución debido a la insolvencia, se debe tomar el control efectivo a través de la Mesa Directiva o una nueva dirección, y cancelar el capital de acciones (es decir, los actuales accionistas pierden su inversión), protegiendo a los adeudados y a los proveedores.
- En ese caso, el gobierno se convierte en el propietario y más tarde la posibilidad de obtener fondos mediante la emisión de nuevas acciones al público cuando la institución nacionalizada sea posteriormente reprivatizada.
- Se debe prohibir el pago de dividendos para asegurar que el dinero del contribuyente se utilizan para los préstamos y el fortalecimiento del banco, en lugar de pagos a los inversionistas.
- Recortes de los tipos de interés, para bajar las tasas de los préstamos y estimular la economía.

## Costes
En 2002, el Banco Mundial hizo un estudio según el cual los rescates financieros cuestan un promedio de 13 % del PIB al país que los lleva a cabo.

## Rescates
Ejemplos de rescates:
- 1971 - Lockheed Corporation
- 1980 - Chrysler Corporation
- 2003 - Parmalat
- 2009 - Dubái y Dubai World rescatados por Abu Dhabi

### Rescate bancario irlandés
Durante 2008-2011, los bancos irlandeses sufrieron una importante caída del precio de las acciones debido a la falta de liquidez a su disposición en los mercados financieros internacionales. En 2010, esta solvencia se está revelando como la preocupación más seria debido a los préstamos dudosos que se hicieron a promotores inmobiliarios.

### Rescate bancario sueco
Durante 1991-1992, la burbuja inmobiliaria de Suecia se desinfló, dando lugar a una severa crisis crediticia y la insolvencia bancaria generalizada. Las causas fueron similares a los de la crisis de 2007-2008. El gobierno de Suecia asumió las deudas de los bancos. Este rescate inicialmente costó alrededor del 4 % del PIB de Suecia, más tarde bajó a menos del 2 % cuando los bancos nacionalizados fueron reprivatizados.

### Rescate bancario estadounidense
Véase también: Crisis de las hipotecas subprime.
Ejemplos de rescates en EE. UU. durante la crisis de 2008:
- 1971 - Lockheed Corporation
- 1980 - Chrysler Corporation
- 2003 - Parmalat
- 2008 - Fannie Mae y Freddie Mac
- 2008 - Goldman Sachs Group, Inc. rescatada por el gobierno federal estadounidense y Berkshire Hathaway
- 2008 - Morgan Stanley
- 2008-2009 - American International Group, Inc. varias veces
- 2008 - General Motors Corporation y Chrysler LLC, aunque no es técnicamente un rescate.
- 2009 - Banco de América para ayudar a absorber las pérdidas que se sabe que fueron mucho mayores que reveló a los accionistas efectuados por su compra de Merrill Lynch

## Razones en contra de los rescates
- Señales de unos niveles más bajos de negocios para grandes empresas, al incentivar el riesgo.
- Crea el denominado riesgo moral a través de las redes de seguridad.
- Infunde un estilo corporativista de gobierno en el que las empresas utilizan el poder del Estado para extraer por la fuerza el dinero de los contribuyentes.

### El pueblo islandés se niega a los rescates
Tras numerosas presiones y manifestaciones del pueblo islandés se decidió mediante referéndum no financiar la deuda de los bancos, llevándolos así al cierre de los que estaban siendo mal gestionados.

## Movimientos críticos con los rescates financieros durante la crisis de 2008
- Attac (Tasa Tobin)
- Hay alternativas
- Reacciona - Indignaos
- Democracia Real Ya (DRY)
- Plataforma Auditoría Ciudadana de la Deuda (PACD)